# アントニオ・カルバーリョ
アントニオ・カルバーリョ（Antonio Carvalho、1979年5月30日 - ）は、カナダの男性総合格闘家。オンタリオ州スーセントマリー出身。ブルックマン・マーシャルアーツ所属。ブラジリアン柔術黒帯。松濤館空手黒帯。
多くのファイターがUFCなどのメジャー興行への参戦を望む中、「ファイターとして上質の経験を重ねたい」と語り、修斗を清廉潔白な場とし、格闘技を理解し選手をリスペクトしたファンが集まる理想の舞台として考え、修斗で戦い続けることを希望していた。その独自の信念とリング上での相手への敬意を怠らない礼儀正しさから、「修斗の哲人」のニックネームでも呼ばれる。

## 来歴
柔道黒帯の友人の勧めで柔道を始め、その後シャオ・フランコの下でブラジリアン柔術などの格闘技を学んだ。
2005年8月20日、修斗で同じく当時無敗を誇っていたリオン武と対戦し、2-0の判定勝ちを収めた。
2005年11月19日、Ironheart Crownで行われた修斗米大陸ライト級（-65kg）王座決定戦でジェフ・カランと対戦し、0-2の判定負けを喫し王座獲得に失敗した。
2006年2月17日、修斗で佐藤ルミナと対戦し、マウントパンチでTKO勝ちを収めた。
2006年5月12日、修斗世界ライト級王者アレッシャンドリ・フランカ・ノゲイラとのタイトルマッチが決定するも、直前になってノゲイラが負傷欠場。修斗世界ライト級王座決定戦でリオン武と対戦し、パウンドでTKO負けを喫し王座獲得に失敗した。
2007年5月18日、修斗で日沖発と対戦し、2-1の判定勝ち。
2007年7月28日、初参戦となったシュートボクシングで山口太雅と対戦し、判定勝ち。
2007年11月8日、修斗で高谷裕之と対戦し、パンチラッシュでTKO負け。
2008年4月5日、CAGE FORCE 06のフェザー級王座決定トーナメント1回戦で星野勇二と対戦予定であったが、星野の負傷により試合は中止された。
2008年5月28日、シュートボクシングで宍戸大樹と対戦し、判定負け。
2008年6月22日、CAGE FORCE 07のフェザー級王座決定トーナメント1回戦で星野勇二と対戦し、0-3の判定負け。

### UFC
2011年8月27日、UFC 134でユーリ・アルカンタラと対戦予定だったが、怪我のため欠場した。
2012年1月14日、UFC初参戦となったUFC 142でフェリペ・アランテスと対戦し、0-3の判定負け。
2012年7月21日、地元カナダで開催されたUFC 149でダニエル・ピネダと対戦し、開始から1分11秒でKO勝ち。当初はジョージ・ループと対戦予定だったが、ループが負傷欠場したため、対戦相手がピネダに変更された。

## 人物・エピソード
- 日本の文化に関心が高く、日本に在住していたこともある。日本人の友人を介して阿部裕幸と出会い、2007年1月より1年間阿部が率いるAACCでトレーニングを行っていた[6]。また、仲間内では「トニー」という愛称で呼ばれている。

## 戦績

### 総合格闘技
| 総合格闘技 戦績 | 総合格闘技 戦績 | 総合格闘技 戦績 | 総合格闘技 戦績 | 総合格闘技 戦績 | 総合格闘技 戦績 | 総合格闘技 戦績 |
| --------------- | --------------- | --------------- | --------------- | --------------- | --------------- | --------------- |
| 21 試合         | (T)KO           | 一本            | 判定            | その他          | 引き分け        | 無効試合        |
| 15 勝           | 7               | 3               | 5               | 0               | 0               | 0               |
| 6 敗            | 3               | 0               | 3               | 0               | 0               | 0               |

| 勝敗 | 対戦相手               | 試合結果                            | 大会名                                                        | 開催年月日     |
| ×    | ダレン・エルキンス     | 1R 3:06 TKO（スタンドパンチ連打）   | UFC 158: St-Pierre vs. Diaz                                   | 2013年3月16日  |
| ○    | ホドリゴ・ダム         | 5分3R終了 判定2-1                   | UFC 154: St-Pierre vs. Condit                                 | 2012年11月17日 |
| ○    | ダニエル・ピネダ       | 1R 1:11 KO（右ストレート→パウンド） | UFC 149: Faber vs. Barao                                      | 2012年7月21日  |
| ×    | フェリペ・アランテス   | 5分3R終了 判定0-3                   | UFC 142: Aldo vs. Mendes                                      | 2012年1月14日  |
| ○    | ダグ・エヴァンス       | 5分3R終了 判定3-0                   | SFS 1: Mein vs. Zaromskis                                     | 2011年6月10日  |
| ○    | フアン・バッハンテス   | 1R 2:00 KO（パンチ）                | W-1 MMA 5: Judgment Day                                       | 2010年6月19日  |
| ○    | エディ・フィヴィ       | 5分3R終了 判定3-0                   | W-1 MMA 4: Bad Blood                                          | 2010年3月20日  |
| ×    | 星野勇二               | 5分3R終了 判定0-3                   | CAGE FORCE 07 【フェザー級王座決定トーナメント 1回戦】        | 2008年6月22日  |
| ×    | 高谷裕之               | 3R 1:58 TKO（スタンドパンチ連打）   | 修斗 BACK TO OUR ROOTS 06                                     | 2007年11月8日  |
| ○    | 日沖発                 | 5分3R終了 判定2-1                   | 修斗 BACK TO OUR ROOTS 03                                     | 2007年5月18日  |
| ×    | リオン武               | 1R 3:06 TKO（パウンド）             | 修斗 SHOOTO The DEVILOCK 【修斗世界ライト級王座決定戦】       | 2006年5月12日  |
| ○    | 佐藤ルミナ             | 2R 0:49 TKO（マウントパンチ）       | 修斗 SHOOTO The Victory of The Truth                          | 2006年2月17日  |
| ×    | ジェフ・カラン         | 5分3R終了 判定0-2                   | Ironheart Crown 9: Purgatory 【修斗米大陸ライト級王座決定戦】 | 2005年11月19日 |
| ○    | リオン武               | 5分3R終了 判定2-0                   | 修斗 ALIVE ROAD                                               | 2005年8月20日  |
| ○    | トミー・リー           | 1R 2:02 三角絞め                    | WFF 8: Dominance                                              | 2005年3月26日  |
| ○    | クリスチャン・アレン   | 2R 3:55 TKO（マウントパンチ）       | Ironheart Crown 7: The Crucible                               | 2004年6月5日   |
| ○    | ジョン・ロウロ         | 1R 2:45 ブルドッグチョーク          | WFF 6                                                         | 2004年5月14日  |
| ○    | エリック・デビッドソン | 1R 0:45 TKO（パンチ連打）           | Ultimate Generation Combat 7                                  | 2004年3月6日   |
| ○    | フィリップ・レイガス   | 2R 3:10 TKO（パンチ連打）           | TKO 13: Ultimate Rush                                         | 2003年9月6日   |
| ○    | ブライアン・ゲラティー | 2R TKO（パンチ連打）                | Freestyle Combat Challenge 10                                 | 2003年3月22日  |
| ○    | ルーク・ブタン         | 1R 1:29 三角絞め                    | MFC 5: Sweet Redemption                                       | 2002年9月21日  |

### キックボクシング
| 勝敗 | 対戦相手 | 試合結果             | 大会名                                         | 開催年月日    |
| ×    | 宍戸大樹 | 3R+延長R終了 判定0-3 | SHOOT BOXING 2008 火魂〜Road to S-cup〜 其の参 | 2008年5月28日 |
| ○    | 山口太雅 | 3R終了 判定3-0       | SHOOT BOXING 2007 無双〜MU-SO〜 其の参         | 2007年7月28日 |

### グラップリング
| 勝敗 | 対戦相手 | 試合結果                          | 大会名 | 開催年月日    |
| △    | 山崎剛   | 3R（4分/4分/2分）終了 ポイント5-5 | DEEP X | 2007年6月18日 |